# Połtawski Narodowy Uniwersytet Techniczny im. Jurija Kondratiuka
Połtawski Narodowy Uniwersytet Techniczny im. Jurija Kondratiuka (ukr. Полтавський національний технічний університет імені Юрія Кондратюка, ПолтНТУ) – ukraińska techniczna szkoła wyższa w Połtawie. Kształcenie prowadzone jest w 30 specjalnościach na 8 fakultetach. 19 sierpnia 1930 roku został założony Połtawski Instytut Inżynierii Rolniczej (ukr. Полтавський інститут сільськогосподарського будівництва), wkrótce został przemianowany na Połtawski Instytut Inżynierów Budownictwa Rolniczego (ukr. Полтавський інститут інженерів сільськогосподарського будівництва), a w 1961 na Połtawski Instytut Inżynierii Budownictwa (ukr. Полтавський інженерно-будівельний інститут). W 1992 roku uczelnia została reorganizowana w Połtawski Uniwersytet Techniczny (ukr. Полтавський будівельний університет). 29 sierpnia 1994 przemianowany w Połtawski Uniwersytet Budowlany (ukr. Полтавський технічний університет). 21 czerwca 1997 roku został nazwany imieniem Jurija Kondratiuka. Dopiero 27 marca 2002 otrzymał obecną nazwę.